# Effraie des Célèbes
Tyto rosenbergii
Espèce
Statut de conservation UICN

 LC  : Préoccupation mineure
Statut CITES
L'Effraie des Célèbes (Tyto rosenbergii) est une espèce d'oiseaux de la famille des Tytonidae.

## Répartition
Cet oiseau est endémique de d'île de Célèbes et des îles proches de celle-ci.

## Liste des sous-espèces
D'après la classification de référence (version 14.1, 2024) de l'Union internationale des ornithologues, l'Effraie des Célèbes possède 2 sous-espèces (ordre philogénique) :
- Tyto rosenbergii pelengensis Neumann, 1939 ;
- Tyto rosenbergii rosenbergii (Schlegel, 1866).